# والتر جونسون (لاعب كرة قدم أمريكية)
والتر جونسون (بالإنجليزية: Walter Johnson)‏ هو لاعب كرة قدم أمريكية أمريكي، ولد في 13 نوفمبر 1942 في سينسيناتي في الولايات المتحدة، وتوفي في 29 يونيو 1999.

## وصلات خارجية
- والتر جونسون على موقع مرجع كرة القدم المحترفة.كوم (الإنجليزية)
- والتر جونسون على موقع مرجع كرة القدم المحترفة.كوم (الإنجليزية)
- والتر جونسون على موقع CageMatch worker (الإنجليزية)